# نیل کوئن
نیل کوهن (‎/koʊn/‎؛ زادهٔ ۱۹۸۰) دانشمند شناختی و نظریه‌پرداز کمیک آمریکایی است. پژوهش او اولین مطالعهٔ علمی جدی را در مورد شناخت درک کمیک ارائه می‌کند و از رویکردی بین‌رشته‌ای استفاده می‌کند که جنبه‌های زبان‌شناسی نظری و پیکره‌ای را با روان‌شناسی شناختی و عصب‌شناسی شناختی ترکیب می‌کند.